# Les Dragons de Villars

Les Dragons de Villars est un opéra-comique en trois actes, composé par Aimé Maillart sur un livret de Lockroy et Eugène Cormon. L'histoire aurait été inspirée de La Petite Fadette par George Sand. Elle a été créée par le Théâtre-Lyrique à Paris, le 19 septembre 1856,.

## Historique
La pièce a d'abord été présentée au directeur de l'Opéra-Comique, Émile Perrin, qui l'a trouvée trop sombre, même après avoir entendu certains morceaux joués par le compositeur. Elle a ensuite été proposée aux frères Seveste, au Théâtre-Lyrique, qui l'ont également rejetée, de même que leur successeur Pierre Pellegrin. Quelques années plus tard, les auteurs ont rencontré Léon Carvalho, qui venait de prendre la direction du Théâtre-Lyrique, et qui a accepté l’œuvre sur le champ.
La première des dragons de Villars a été un succès. La pièce a marqué les débuts de Juliette Borghèse, dans le rôle de Rose Friquet. L'opéra-comique, qui sera joué 153 fois au Théâtre Lyrique en 1863 est devenu populaire dans toute l'Europe, ainsi il a été mis en scène à la Nouvelle-Orléans (1859) et New York (1868).  Remontée à l'Opéra-Comique , en 1868, elle atteint 377 représentations au théâtre en 1917. Une production a également été montée au Théâtre de la Porte Saint-Martin à Paris le 3 juin 1935. Mahler a dirigé la pièce à Budapest en 1888, et Furtwängler la dirigea à Strasbourg en 1910. L'ouvrage a été dans le répertoire de l'Opéra de la Monnaie à Bruxelles à partir de 1942 et jusqu'en 1953. Plus récemment, elle a été mise en scène en 1986 à Montpellier.[citation nécessaire]

## Synopsis
Rose Friquet, jeune paysanne provençale rejetée à cause de ses manières bizarres, cache une excellente nature généreuse sous ses dehors singuliers. Grâce à elle, de malheureux proscrits peuvent sortir d'une caverne des monts de l'Estérel, où ils s'étaient réfugiés, et peuvent rejoindre la Savoie.
Elle arrive à sauver le fermier Thibaud d'une infortune conjugale et inspire un  amour sincère au jeune villageois Sylvain, qui  finit par l'épouser.

## Rôles

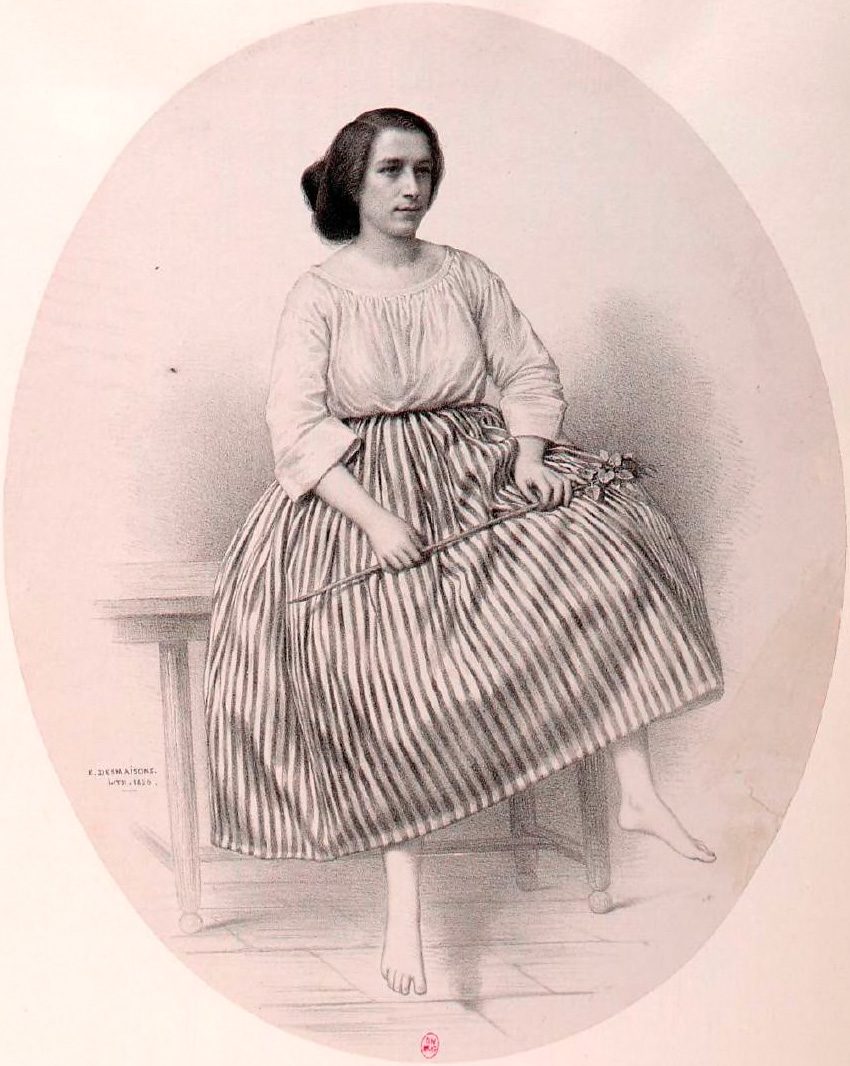
Juliette Borghèse dans le rôle de Rose Friquet

| Rôle                              | Tessiture ,   | Créateur du rôle,, 19 septembre 1856 (Chef D'Orchestre: Adolphe Deloffre) | Opéra-Comique, 5 juin 1868 (Chef D'Orchestre: Adolphe Deloffre) |
| --------------------------------- | ------------- | ------------------------------------------------------------------------- | --------------------------------------------------------------- |
| Thibaut, un riche fermier         | ténor         | Adolphe Girardot                                                          | Ponchard                                                        |
| Georgette, son épouse             | soprano       | Caroline Girard                                                           | Caroline Girard                                                 |
| Rose Friquet, une pauvre paysanne | mezzo-soprano | Juliette Borghèse                                                         | Galli-Marié                                                     |
| Sylvain, laboureur, avec Thibaut  | ténor         | Auguste Scott                                                             | Paul Lhérie                                                     |
| Belamy, sergent                   | baryton       | Antoine Grillon                                                           | Auguste Barré                                                   |
| Berger                            | basse         | Henry Adam                                                                | Bernard                                                         |
| Dragon                            | –             | Quinchez                                                                  | Michaud                                                         |
| Le Lieutenant                     | –             | Garcin                                                                    | Eugène                                                          |
| Chœur: les dragons et les paysans |               |                                                                           |                                                                 |

## Numéros
Acte I
- Ouverture
- « Heureux enfants de la Provence » (Chœur)
- « Blaise qui partait » (Georgette)
- « Quand le dragon a bien trotté » (ariette militaire) (Belamy et chœur)
- « Maître Thibault, vos mules sont charmantes » (Rose)
- « Ne parle pas, Rose, je t'en supplie » (Sylvain)
- « Allons ma chère (Belamy, Rose)
- « Grâce à ce vilain ermite » (Georgette)
- « Arrêtez, sur ce pays, j'ai bien changé d'avis » (Chœur, Belamy, Sylvain, Georgette, Thibaut, Rose)

Acte II
- Entracte
- « Ah tra la ! Ah, tra la » (Sylvain)
- « Moi jolie ? On Ne M'avait Jamais Dit Ça » (Rose, Sylvain)
- Trio « C'est Là, C'est là voilà » (Rose, Belamy, Georgette)
- Final et prière : « Marchons, marchons sans bruit »

Acte III
- Entracte
- « Vous savez la nouvelle » (Chœur et ensemble)
- « Le sage qui s'éveille » (Belamy)
- « Espoir Charmant » (Rose)
- « Allons La Belle Fiancée » (Chœur, Thibaut, Georgette, Rose, Sylvain)
- Final « Sonne, Sonne Toujours »